# 카롤 비엘레츠키
카롤 미하우 비엘레츠키(폴란드어: Karol Michał Bielecki, 1982년 1월 23일~)는 폴란드의 전직 핸드볼 선수로 포지션은 레프트백이다. 현역 시절 대부분의 선수 경력을 폴란드 리그의 KS 키엘체에서 보냈으며, 독일 분데스리가의 SC 마그데부르크와 라인네카어 뢰벤 소속으로 뛰었다. 또한 폴란드 리그에서 뛰는 동안 리그 우승 7회를 달성했으며, 2016년에는 EHF 챔피언스리그 우승을 달성했다.
국제 대회에 폴란드 대표팀 선수로 활동하였으며, 2002년부터 2017년까지 255경기에 출전했다. 그는 2008년과 2016년 하계 올림픽에 참가했고 세계 선수권 대회에서 준우승 1회, 3위 2회 달성하였다. 또한 2016년 올림픽에서 남자 핸드볼 경기 득점왕에 올랐다.